# A bolygó kapitánya
A bolygó kapitánya (eredeti cím: Captain Planet and the Planeteers) amerikai televíziós rajzfilmsorozat, amelyet a kilencvenes évek elején sugároztak először. Amerikában 1990 és 1996 között 6 évad, és 113 epizód készült. Magyarországon a kilencvenes évek második felében adták le a sorozatot.
A sorozat különlegességét az adja, hogy – a gyerekműsorok közül talán elsőként – erőteljesen épített a környezetvédelemre és a társadalmi problémákra. Minden egyes rész egy ilyen téma körül forgott (pl. lég- és vízszennyezés, túlnépesedés, erdőirtás, AIDS), amit a rész végén egyfajta társadalmi közleményben megerősítettek a nézőkkel.

## Cselekmény
Gaia, a Föld istene, felébredve hosszú álmából, azt állapítja meg, hogy az emberek nem törődnek eléggé a Földdel. Ezért öt varázsgyűrűt ajándékoz öt fiatalnak, mindegyik gyűrű más-más erőt képvisel: tűz, víz, szél, föld és szív. Ezek külön-külön is használhatóak, de erejüket egyesítve megjelenik A bolygó kapitány, egy nagyon erős, okos, természetfeletti erejű szuperhős, akinek egyetlen gyenge pontja a szennyezett környezet. Legyengíti, megbénítja a nukleáris sugárzás, a szmog, a sötétség.
A képregény és sentai hagyományokhoz híven a sorozatnak állandó ellenfelei vannak, akikkel hőseinknek az epizódok 99%-ban kell megküzdeniük. Persze minden alkalommal sikerrel járnak, és megoldják a gonoszok okozott károkat. Néhány részben megjelenik a Környezetszennyezés Kapitánya is, aki a Bolygó Kapitányának gonosz megtestesülése.
Közös bennük, hogy mindannyian jelképes alakok, azaz valamilyen környezetet károsító közvetlen (pl. légszennyezés, szemetelés, a nukleáris sugárzás veszélyei) vagy közvetett (pl. kontrollálatlan kapitalizmus, felelőtlen tudományos kísérletek, háború) hatását szimbolizálnak.

## A Planétások

A Planétások óramutató járás szerint: Kwame, Linka, Ma-ti, Wheeler, Gi

- Kwame Afrikából a föld gyűrűjét birtokolja. A 18 éves fiú szegénységben nőtt fel, a kis csapat vezéregyénisége és szóvivője. Különösen a növények termesztésével és védelmével foglalkozik.
- Wheeler Észak-Amerikából a tűz gyűrűjét birtokolja. A 17 éves Brooklyn-i utcagyerek vagány stílusával kicsit kilóg a többiek közül, emiatt sokszor kerül veszélyhelyzetbe. Látható vonzalmat táplál Linka iránt, de hódítási kísérletei nem igen nyerik el a lány tetszését.
- Linka a Szovjetunióból (később csak Kelet-Európa) a szél gyűrűjét birtokolja. A 16 éves lány ornitológusnak készül, emellett ő a csapat esze: segít a tervek készítésében, valamint a számítógépek kezelésében is jártas. Titkon tetszik neki Wheeler, de a srác ugratásai rendre lerombolják illúzióját.
- Gi Ázsiából a víz gyűrűjét birtokolja. A 16 éves lány önjelölt tengerbiológus, egyben a legnagyobb állatvédő a csapatban. Az erejének különlegessége, hogy használatához szükség van a víz jelenlétére a közelben.
- Ma-Ti Dél-Amerikából, azon belül is valahonnan az Amazóniából, a szív gyűrűjét birtokolja. A 12 éves fiú képességével szeretetet, megértést és együttérzést képes kelteni az emberekben, nem utolsósorban telepatikusan képes az állatokkal kommunikálni. Fiatal kora ellenére sokszor ő tartja össze a csapatot.

## Ökobűnözők
- Ártány (eredetiben: Hoggish Greedly) egy hízott disznóra hasonlító ember, a mértéktelen fogyasztás megtestesítője. Csatlósa Koszmó (Rigger).
- Pikkelyes sugárnyelő (eredetiben: Duke Nukem) egy orvos, aki radioaktív mutánssá alakította magát. A sugárfertőzés megtestesítője. Csatlósa az Ólomruhás (Leadsuit).
- Fosztogató (Looten Plunder) egy dúsgazdag orvvadász és gátlástalan üzletember, a kontrollálatlan kapitalizmus és az üzleti etikátlanság megtestesítője. Csatlósa Kopasz Argosz (Argos Bleak).
- Tartályos Sly (Sly Sludge) egy lelkiismeretlen szemétszállító, a felelőtlenség és a szűk látókörű gondolkodás megtestesítője. Csatlósa Szutyok (Ooze).
- Csuklyás Patkány (Verminous Skumm) egy félig ember, félig patkány teremtmény, az elhanyagolt higiénia és a bűnözés veszélyeinek megtestesítője. Csatlósa a patkányok bandája.
- Dr. Métely (Dr. Blight) egy őrült tudósnő, aki arcának sebhelyes felét hajával takarja el. A kontrollálatlan technológia és az etikátlan tudományos kísérletezés megtestesítője. Csatlósa MAL, egy intelligens szuperszámítógép (neve utalás a 2001: Űrodüsszeia számítógépére, HAL-re).
- Zarm Gaia ellentéte, a Föld korábbi lelke, aki más bolygókra távozott, hogy azokat tönkretegye. A háború és a pusztítás megtestesítője.

## A környezetszennyezés kapitánya
Egy dupla epizódban tűnt fel. Dr. Métely ellopta a planétások gyűrűit, és megalkotta azok gonosz megfelelőjét. Ezek mindegyikét egy-egy ökobűnöző kapta:
- szupersugárzás – a Pikkelyes Sugárnyelő gyűrűje, a tűz ellentétpárja.
- erdőirtás – a Fosztogató gyűrűje, a föld ellentétpárja.
- szmog – Tartályos Sly gyűrűje, a szél ellentétpárja.
- méreg – a Csuklyás Patkány gyűrűje, a víz ellentétpárja.
- gyűlölet – Dr. Métely gyűrűje, a szív ellentétpárja.

A gyűrűk erejének egyesítéséből jön létre a környezetszennyezés kapitánya. Megjelenésében részben hasonlít a bolygó kapitányára, de ápolatlanabb benyomást kelt, színei lehangolóbbak. A bolygó kapitányával ellentétben a szennyező dolgok táplálják az erejét, míg a tisztaság gyengíti.

## A sorozat magyar szinkronja
A sorozat Tower Video által készített szinkronjában a következők voltak a magyar hangok (zárójelben a szinkronváltozat által használt nevek):
- Gaia: Prókai Annamária
- A bolygó kapitánya: Gesztesi Károly
- Kwame: Boros Zoltán
- Wheeler: Kolovratnik Krisztián
- Linka: Kisfalvi Krisztina
- Gi: Zsigmond Tamara
- Ma-Ti: Gerő Gábor
- Ártány (Falánk Ted): Rajhona Ádám
- Koszmó (Stukker): Reviczky Gábor
- Pikkelyes Sugárnyelő (Sugár Báró): Várkonyi András
- Fosztogató (Rabló Lóri): Áron László
- Kopasz Argosz: Kránitz Lajos
- Ólomruhás (Páncél): Maros Gábor
- Csuklyás Patkány (Szittyó): Barbinek Péter
- Dr. Métely: Németh Zsuzsa
- Tartályos Sly (Törmelák): Csuja Imre
- MAL: Harmath Imre
- Narrátor: Juhász Jácint

A sorozat TV-1 által készített szinkronjában a következők voltak a magyar hangok:
- Gaia: Császár Angéla
- A bolygó kapitánya: Laklóth Aladár
- Kwame: Kassai Károly
- Wheeler: Szokol Péter
- Linka: Huszárik Kata, Mics Ildikó
- Gi: Balogh Erika
- Ma-Ti: Seszták Szabolcs
- Ártány: Csurka László
- Koszmó: Harsányi Gábor, Halmágyi Sándor
- Pikkelyes Sugárnyelő: Helyey László
- Fosztogató: Hankó Attila
- Kopasz Argosz: Orosz István
- Ólomruhás: Lippai László
- Csuklyás Patkány: Melis Gábor, Uri István
- Dr. Métely: Csere Ágnes
- Tartályos Sly: Csuja Imre
- MAL: Juhász Tóth Frigyes
- Narrátor: Haás Vander Péter

A sorozat TV2 által készített szinkronjában a következők voltak a magyar hangok (zárójelben a szinkronváltozat által használt nevek):
- Gaia: Császár Angéla
- A bolygó kapitánya: Laklóth Aladár
- Kwame: Kassai Károly
- Wheeler: Szokol Péter
- Linka: Huszárik Kata
- Gi: Balogh Erika
- Ma-Ti: Seszták Szabolcs
- Ártány: Melis Gábor
- Koszmó (Rigger): Katona Zoltán
- Pikkelyes Sugárnyelő (Duke Nukem): Szűcs Sándor
- Fosztogató (Harács): Rosta Sándor, Csuha Lajos
- Kopasz Argosz (Argos Bleak): Juhász György
- Ólomruhás: ?
- Csuklyás Patkány: Szokolay Ottó
- Dr. Métely (Dr. Blight): Csere Ágnes
- Tartályos Sly (Iszap): Jakab Csaba
- MAL: Dózsa Zoltán
- Narrátor: Haás Vander Péter